# R. R. Soares
Romildo Ribeiro Soares, mais conhecido como Missionário R. R. Soares ou simplesmente R. R. Soares (Muniz Freire, 6 de dezembro de 1947), é um pastor neopentecostal, televangelista, empresário, advogado, escritor, cantor e compositor brasileiro, fundador e líder da Igreja Internacional da Graça de Deus (IIGD).
Também fundou o ministério Cruzada do Caminho Eterno, juntamente com seu cunhado Edir Macedo, que era então seu assistente. É o apresentador do programa brasileiro de maior extensão global, o Show da Fé, chegando a 193 países. Tem sob seu controle mais de três mil templos espalhados no Brasil e no mundo. É proprietário de vários veículos de comunicação, incluindo rede de televisão e rádio, site, TV por assinatura, gravadora e editora. Segundo a revista econômica Forbes, é o quarto pastor mais rico do Brasil, sendo superado apenas por Edir Macedo, Valdemiro Santiago e Silas Malafaia, respectivamente.

## Biografia
Nascido no interior do estado do Espírito Santo, seu pai era um pedreiro e batista, e a mãe uma dona de casa católica, apesar de seu avô ter sido fundador da primeira igreja batista da região, foi aos seis anos de idade que diz ter tido uma revelação ao participar de um culto na Igreja Presbiteriana.
Em 1964, aos dezesseis anos mudou-se para o Rio de Janeiro para a casa de um tio chamado Aderbal, em São Gonçalo. No Rio de Janeiro trabalhou como vendedor de roupas. Soares diz ter sido "sapateiro, engraxate e operador de cinema". Em 1968, aos vinte anos integrou a Igreja Pentecostal Nova Vida do pastor canadense, bispo Robert McAlister. Romildo ganhou uma bolsa para estudar Medicina na Universidade Russa da Amizade dos Povos em Moscou, mas acabou rejeitando o convite. Soares foi consagrado pastor pelo missionário Cecílio Carvalho da igreja da Casa da Bênção em 1975, onde participou de pregações.
Bacharelou-se em direito pela Universidade Gama Filho.
Na igreja Pentecostal Nova Vida em 1968, no grupo de mocidade, Soares conheceu os irmãos Samuel e Fidélis Coutinho, além de Roberto Augusto Lopes e Edir Macedo, com quem juntos criam em 1975 o Ministério Cruzada Para o Caminho Eterno,
Em 1977, Edir Macedo, Lopes e Soares deixam a igreja para fundar a Igreja Universal do Reino de Deus, quando em 3 de novembro de 1978, Soares passou a pregar pela televisão apresentando "O Despertar da Fé", programa da IURD, apresentado na extinta TV Tupi.
Depois de alguns desentendimentos, Soares deixa a IURD em 7 de junho de 1980, quando então funda em 9 de junho de 1980 a Igreja Internacional da Graça de Deus, seu primeiro templo situava-se na rua Alfredo Dolabela Portela, 39, Centro/RJ, uma sede provisória, sendo transferida em 20 de agosto do mesmo ano, para rua Lauro Neiva, no município de Duque de Caxias, na Baixada Fluminense. Em 1990, o templo principal muda-se para o estado de São Paulo, porém a sede no Rio de Janeiro permanece como base administrativa.
Em 1986 e 1990 candidatou-se a deputado federal sem sucesso.
Em junho de 2021, foi intubado devido a complicações relacionadas a COVID-19.

## Casamento
O Missionário R. R. Soares é casado com Maria Magdalena Bezerra desde 10 de março de 1973, que é irmã do Bispo Macedo, tornando-os cunhados.
Juntos, o casal teve os seguintes filhos: André Soares, Marcos Soares, David Soares, Daniel Soares e Filipe Soares.

## Cruzada do Caminho Eterno e rompimento com Edir Macedo
Soares conheceu Edir Macedo em 1968 na Igreja Pentecostal Nova Vida e casou-se com a irmã dele, Maria Magdalena Bezerra.
Em 1975, é ordenado pastor na igreja Casa da Bênção, pelo missionário Cecílio Carvalho Fernandes, e cria no mesmo ano a igreja Cruzada do Caminho Eterno com o pastor Samuel Coutinho e Fidélis Coutinho, tendo seu cunhado Edir Macedo como tesoureiro da igreja. Em 1977, em desentendimentos com os irmãos Coutinho, deixa a Cruzada, e funda em 9 de julho de 1977, por iniciativa de seu cunhado Edir Macedo, e com este, a Igreja Universal do Reino de Deus, cuja primeira igreja funcionara, numa sala de uma antiga funerária, no endereço: Av. Suburbana, 7.258, Abolição/RJ.
Em 18 de fevereiro de 1978, realiza a cerimônia de ordenação de Edir Macedo, seu cunhado, a pastor. Nessa época Soares era o líder da igreja e Edir seu vice.
Edir queria expandir o ministério para os Estados Unidos, já Soares queria expandir inicialmente no Brasil; Macedo ministrava libertação e prosperidade enquanto Soares ministrava cura e evangelização. Além disso, R. R. Soares viajava e fazia missões em vários lugares, além de contratar pastores de outras denominações de orientação pentecostal, assim, em uma dessas missões, Edir toma a liderança e muda todo o sistema da IURD.
Com esses desentendimentos, em 7 de junho de 1980, Soares e Edir montaram um sistema de votação, com presbitério com 15 pastores. Quem perdesse, renunciaria a liderança. Edir venceu com 12 votos contra 3 de Soares. R. R. Soares então se desliga da IURD, e inaugura um dia depois, em 9 de junho de 1980, a Igreja Internacional da Graça de Deus. Até hoje, eles pouco se falam.

## Criação da IIGD
Após deixar a IURD, Soares criou um outro ministério, a Igreja Internacional da Graça de Deus em 9 de Junho de 1980, em templo provisório localizado no início na rua Alfredo Dolabela Portela, 39, Centro, Rio de Janeiro, sendo transferida em 20 de Agosto do mesmo ano, para rua Lauro Neiva, no município de Duque de Caxias, na Baixada Fluminense.
No início de 1990, a sede principal da igreja é transferida para o estado de São Paulo, sendo que a sede administrativa permanece no Rio, no bairro da Piedade e posteriormente foi transferida para a Taquara, zona oeste da cidade.
No início, a IIGD teve dificuldades financeiras para continuar funcionando, mas depois de um determinado tempo, começou a crescer e atualmente tem mais de 6 mil templos pelo mundo, atuando em 193 países, sendo a grande maioria por meio de canais de mídias alternativas.
A IIGD é reconhecida por sua presença maciça nos meios de comunicação. Além de uma emissora, a Rede Internacional de Televisão (RIT), uma operadora de televisão por assinatura a Nossa TV e diversas emissoras que compõem a Nossa Rádio, o grupo é formado por uma gravadora, uma editora, produtora de filmes e um sistema de televisão por assinatura. Hoje a IIGD é considerada a segunda maior igreja neopentecostal do Brasil, atrás somente da IURD.

## Programa televisivo
Quando criança, durante uma visita à uma cidade vizinha, ele viu, pela primeira vez, um aparelho de TV na vitrine de uma loja. Ao perceber que uma multidão estava parada em frente ao estabelecimento, completamente fascinada pelo que via através daquela tela, ele fez uma oração: “Ninguém está usando esta nova invenção para falar do Senhor, meu Deus. Dê-me os meios e a oportunidade, e eu estarei naquela tela falando do Seu amor”.
Em 3 de novembro de 1978, por meio de seu programa, "O Despertar da Fé", por meio de um horário comprado na extinta TV Tupi, R. R. Soares iniciou um dos maiores núcleos de televangelismo da televisão brasileira.
Após se desligar da IURD em junho de 1980, R. R. Soares passa a comprar horários em diversas emissoras para o programa "Igreja da Graça em Seu Lar". Aproveitando a situação, Soares passa a produzir o programa Show da Fé, que tem um alcance global de mais de 150 países por meio do YouTube e de outras mídias. Soares também aluga algumas faixas do horário nobre na Rede Bandeirantes e na Rede TV!, além de ter sua própria rede de televisão a RIT TV.

Logotipo de 1997 na estreia do programa

Tornou-se o campeão de aparições na televisão ao ter um total de 100 horas por semana de programação nestas emissoras. Em maio de 2006, lançou um sistema de TV por assinatura, a Nossa TV, que está sendo sucesso em vendas.
No dia 11 de setembro de 2017 o pastor faz a estreia do  Fala, Amigo! Noturno , marca registrada do programa que já é exibido na hora do almoço (12h às 13h). O programa vai ao ar na RIT e na internet, das 20h às 22h30, e é transmitido simultaneamente na RedeTV!, das 20h30 às 21h30, e na Band, foi apresentado até Dezembro de 2021, onde foi substituido pelo Faustão na Band.
O pastor mostrou entusiasmo com o novo projeto. “Eu quero dar tudo de mim. Chega de má notícia, Brasil. Agora chegou a boa notícia de Nosso Senhor e Salvador Jesus Cristo. Vai ser um verdadeiro explodir da Graça de Deus, em nome de Jesus. Pode ter certeza que será bom”, conclui o Missionário.

## Empresas
Empresas que são da Fundação Internacional de Comunicação, dirigidas por R.R. Soares
- Graça Editorial (adquirida em 1983)
- Graça Music (uma gravadora gospel, adquirida em 1999)
- Graça Filmes, lançada em 2010 (distribuidora e produtora de longas)
- Rede Internacional de Televisão (RIT)
- SBT MS (SBT)
- TV Guanandi (Band)
- Nossa Rádio
- Nossa TV (TV por assinatura)
- Revista Graça/Show da Fé
- Jornal Show da Fé
- Shopping do Povo
- STB (Superior Technologies in Broadcasting)[19]

## Cantor e compositor
Além de pregador, Soares é cantor e compositor. Lançou diversos álbuns com músicas de sua autoria.
A música Escrita pelo Dedo de Deus, sucesso gospel do cantor Thalles Roberto é também de sua composição. Suas músicas já foram interpretadas por diversos grupos e cantores da música gospel como Trazendo a Arca, Ludmila Ferber, André Valadão e Mattos Nascimento.

Coletânea Minhas Canções na Voz dos Melhores, volume 4

Em setembro de 2013 foi lançado seu 9º álbum, intitulado A Volta da Vitória.
Em 2020 foi lançado o seu 10º álbum, intitulado Em o nome de Jesus pela Graça music.

## Controvérsias

### Informações falsas
Em abril de 2020, R.R Soares anunciou durante um de seus programas televisivos que uma água "consagrada" por ele tinha o poder de curar a COVID-19. No programa foi apresentado um contador e relatos de pessoas que supostamente se curaram da doença devido a água consagrada. O Ministério Público Federal afirmou que iria abrir uma investigação sobre o caso e iria pedir que a igreja retirasse de seus canais os vídeos relacionados ao falso tratamento, além de poder acusá-lo de charlatanismo e estelionato. Até aquele momento, não existia nenhum tratamento cientificamente comprovado contra a COVID-19.
No dia 13 de janeiro de 2025, em seu programa que é transmitido na Band, revelou que o governo iria cobrar dos brasileiros imposto das transações via Pix, o que é uma informação falsa.

### Patrimônio
De acordo com a revista Forbes, RR Soares é o 4º líder evangélico mais rico do Brasil, atrás de Silas Malafaia, Valdemiro Santiago e Edir Macedo. As informações sobre o patrimônio divergem: o portal IG aponta R$250 milhões. Já a Forbes, em levantamento de 2013, apontou que o valor era de US$125 milhões.

## Livros
- Como tomar posse da bênção, Rio de. Janeiro: Graça, 2009. ISBN 978-85-7343-068-4.
- Bênçãos da Primavera (uma edição por ano)
- Bençãos do Verão (uma edição por ano)
- Bençãos do Outono (uma edição por ano)
- Bençãos do Inverno (uma edição por ano)
- Rute, a decisão acertada
- Três Histórias, Um Destino
- 180 esboços para pregadores
- Não desperdice o seu poder na Oração
- Bíblia Sagrada, com 1880 comentários do Missionário R. R. Soares

## Discografia
- Cânticos de Fé (2003)
- Hinos Clássicos com o Missionário (2003)
- Acende uma Luz (2004)
- Grandes Louvores-Volume 4 (2004)
- Grandes Louvores-Volume 5 (2005)
- Grandes Louvores-Volume 6 (2006)
- Grandes Louvores-Volume 7 (2006)
- Grandes Louvores-Volume 8 (2007)
- A Volta da Vitória (2013)
- Em o nome de Jesus (2020)

## Projeto Minhas Canções
- Minhas Canções na voz dos Melhores-Volume 1 (2005)
- Minhas Canções na voz dos Melhores-Volume 2 (2006)
- Minhas Canções na voz dos Melhores-Volume 3 (2008)
- Minhas Canções na voz dos Melhores-Volume 4 (2011)Referências

1. ↑  «Juíza de São Paulo suspende concessão de passaporte diplomático de R.R. Soares». IstoÉ. 6 de junho de 2019. Consultado em 20 de julho de 2021
2. ↑  UOL Notícias: David Soares
3. ↑  UOL Notícias: Vereador Daniel Soares
4. ↑  www.tnh1.com.br (4 de junho de 2021). «Missionário R.R Soares é internado com covid; ele já vendeu "água consagrada para curar a doença"». TNH1. Consultado em 22 de julho  de 2021
5. ↑  «DIÁRIO OFICIAL DA UNIÃO - Seção 1 | Edição extra | Nº 225-A , quinta-feira, 1 de dezembro de 2022». Imprensa Nacional. 1 de dezembro de 2022. p. 1. Consultado em 4 de fevereiro de 2024
6. ↑  Um estudo sobre o marketing utilizado na Igreja Internacional da Graça de Deus. Por Ana Paula de Carvalho Martins, Harlyene Bruna Viegas Borges e Weudys Menezes de Moraes. Administradores, 23 de dezembro de 2012.
7. 1 2  Clara Mafra (2001). Os evangélicos. Jorge Zahar. pp. 80. ISBN 978-85-7110-593-5.
8. ↑  «Igrejas devem R$ 420 milhões à União». MIDIA4P.com. 27 de janeiro de 2020. Consultado em 19 de julho de 2021
9. ↑  «Pastor R.R. Soares tem alta no Rio após internação por Covid-19». Folha de S.Paulo. 8 de junho de 2021. Consultado em 19 de julho de 2021
10. ↑  Anatel autoriza venda de canais de TVA do Grupo Abril para o bispo RR Soares. TeleSíntese, 30 de agosto de 2013.
11. ↑  Revista americana ‘Forbes’ revela a fortuna dos pastores brasileiros. Maior reserva seria do pastor Edir Macedo, que acumula US$ 950 milhões. O Globo, 18 de janeiro de 2013
12. 1 2 3 4  Ricardo Mariano (1999). Neopentecostais: sociologia do novo pentecostalismo no Brasil. Edições Loyola. p. 99. ISBN 978-85-15-01910-6.
13. 1 2 3 4 5 6 7  Viviane Borelli (2010). Mídia e religião: entre o mundo da fé e o do fiel. Editora E-papers. pp. 33–34. ISBN 978-85-7650-253-1.
14. ↑  «Graça Music: Biografia». Gracamusic.com.br. Arquivado do original em 25 de novembro de 2009
15. 1 2 3  Valdionor A. Azevedo (2009). Passando A Limpo. Clube de Autores. p. 194. PKEY:90144770.
16. ↑  «Pastor R.R. Soares é intubado após complicações da Covid-19, diz site; filho nega». Folha de S.Paulo. 5 de junho de 2021. Consultado em 6 de junho de 2021
17. ↑  Leite de Moraes, Gerson. A força midiática da Igreja Internacional da Graça de Deus (PDF). [S.l.]: PUC-SP. p. 81
18. ↑  «Nossa TV Brasileira pretende atingir 100 mil assinantes». Wapedia.mobi[ligação inativa]
19. ↑  «Missionário R.R. Soares faz o Show da Fé na AAF». acontecebotucatu.com.br. 13 de maio de 2014. Consultado em 21 de julho de 2021
20. ↑  «Minhas Canções na Voz de André Valadão». Gospelgoods.com.br. Arquivado do original em 25 de novembro de 2010
21. ↑  «CD Thalles - Uma História Escrita Pelo Dedo de Deus». Anoticiagospel.com.br
22. ↑  «Minhas Canções na Voz dos Melhores Vol. 3». Musicaprabaixar.com. Arquivado do original em 31 de agosto de 2011
23. ↑  «Análise CD Minhas Canções Vol. 4 - SuperGospel». Supergospel.com.br
24. ↑  Graça Music
25. ↑  «Pastor R.R. Soares afirma que "água consagrada" por ele cura Covid-19». ISTOÉ Independente. 22 de maio de 2020. Consultado em 6 de junho de 2021
26. ↑  «R.R. Soares usa programa na 'Band' para divulgar fake news sobre o Pix». Carta Capital. Consultado em 15 de janeiro de 2025
27. ↑  Foco, T. V. (7 de junho de 2021). «Internado e em estado grave, R.R Soares tem patrimônio revelado». iG. Consultado em 10 de setembro de 2023
28. ↑  Veronesi, Luiza Belloni (18 de janeiro de 2013). «Forbes lista cinco pastores mais ricos do Brasil». InfoMoney. Consultado em 10 de setembro de 2023
29. ↑  Hamamoto, Isadora (27 de janeiro de 2023). «Confira as fortunas e dívidas dos pastores mais ricos do Brasil». GMC Online. Consultado em 10 de setembro de 2023
30. ↑  Tenório, Augusto (8 de junho de 2021). «R.R. Soares: pastor internado com Covid-19 é dono de fortuna chamativa». JC. Consultado em 10 de setembro de 2023